# Palazzo Surian Bellotto
Palazzo Surian Bellotto è un'architettura di Venezia, ubicata nel sestiere di Cannaregio e affacciata sul canale di Cannaregio.

## Storia

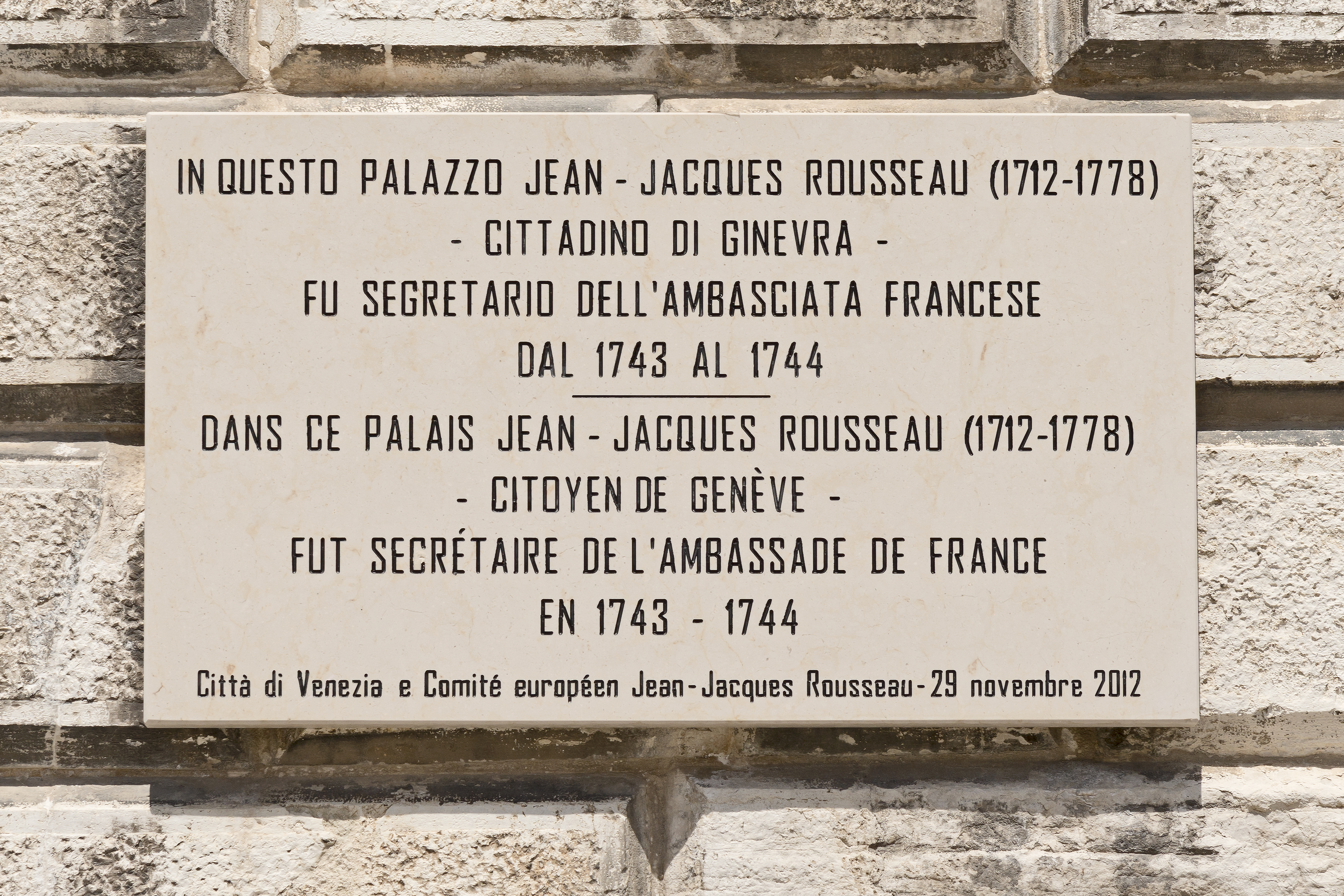
Jean Jacques Rousseau - Lapide commemorativa sulla facciata del palazzo

Questo palazzo, tra le più imponenti facciate del canale di Cannaregio, fu costruito per volontà della famiglia patrizia dei Surian (di origine armena) nel XVII secolo, su progetto attribuito all'architetto Giuseppe Sardi, autore del vicino Palazzo Savorgnan.
Sul finire del medesimo secolo, fu ceduto ai Bellotto (di origine bresciana). Nel XVIII secolo, divenne sede veneziana dell'ambasciata francese: fu il periodo in cui vi visse il filosofo Jean-Jacques Rousseau.
Dopo la caduta della Repubblica di Venezia, nel XIX secolo il palazzo cominciò un lungo periodo di degrado, durante il quale furono irrimediabilmente perduti i fastosi interni, la loro strutturazione originale e le decorazioni.
Il Palazzo è stato rappresentato nella "vista del canale di Cannaregio" del pittore Francesco Guardi attorno al 1770.
È attualmente uno dei pochi edifici storici di Venezia abitato da veneziani. Al piano terra del palazzo dal 9 dicembre 2016 ha preso vita il Laguna Libre, ecOsteria culturale. Dopo un importante restauro secondo i principi della bioedilizia, è stato realizzato questo grande locale che è sia ristorante con prodotti locali, di alta qualità e biologici, il più importante Jazz & world music club del Nord Est Italia (in collaborazione con Veneto Jazz), nonché spazio per eventi pubblici e privati, sede di mostre temporanee d'arte e fotografiche, presentazioni di libri e dibattiti pubblici in collaborazione con ONG e reti. Il Laguna Libre inoltre ospita anche la sede di Smart Venice, società di ricerca e consulenza che si occupa di uguaglianza di genere, innovazione inclusiva e progetti di sostenibilità. Il 2 dicembre 2020 la nota trasmissione culturale del canale France 3  della televisione nazionale francese "Des Racines et des Ailes" ha messo in onda il documentario "Notre-Dame, Chartres,Venise: chefs-d'oeuvre en renaissance". Nel documentario il Palazzo Surian Bellotto con la sua storia e il Laguna Libre con il suo progetto culturale e gastronomico rappresentano uno tra gli esempi della possibile ri.nascità della città dopo l'acqua alta di novembre 2019 e la Pandemia covid-19 del 2020/2021.

## Architettura

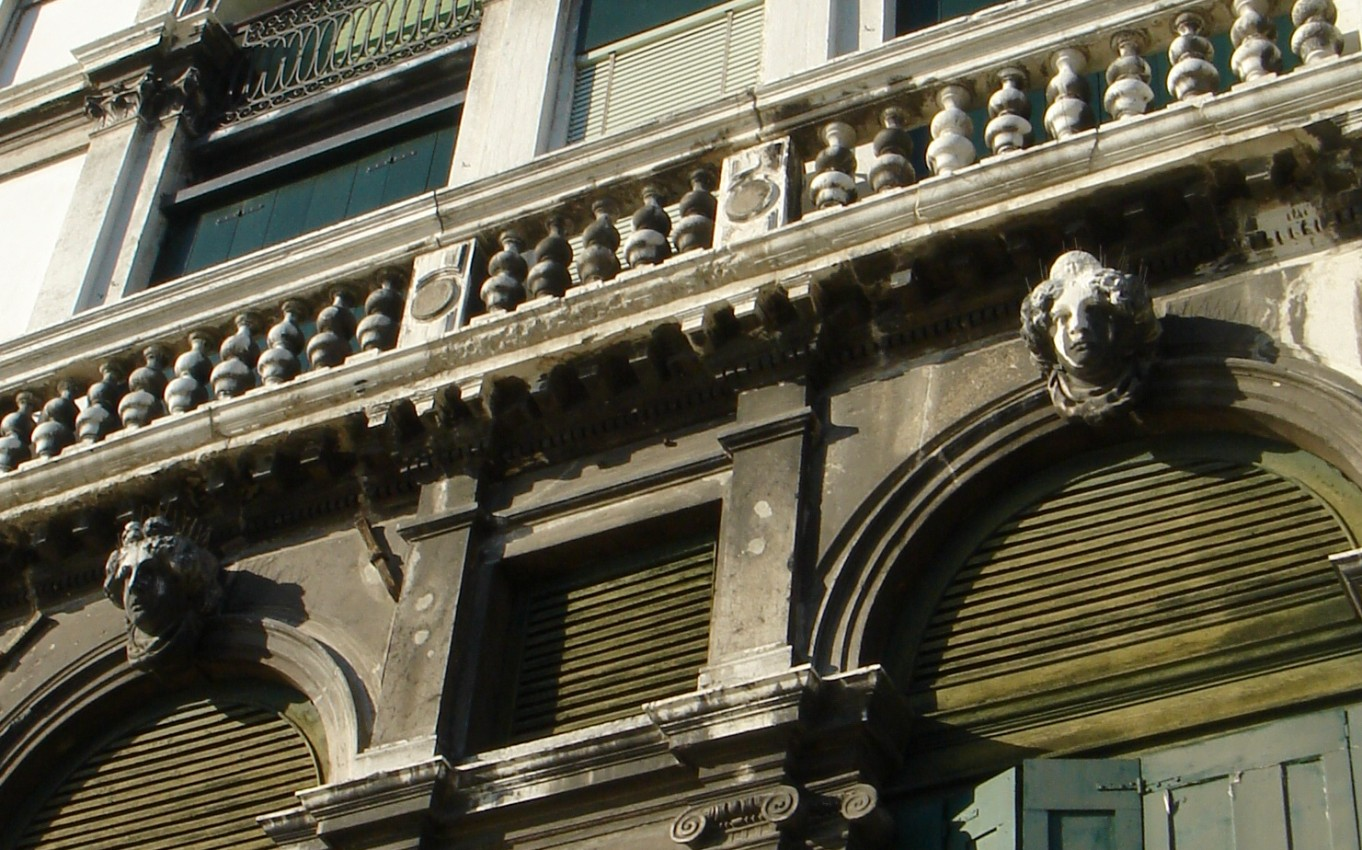
Particolare della facciata, con mascheroni e balaustre

La parte meglio conservata e più importante di Palazzo Surian è la grande facciata in stile barocco, la quale, con i suoi alti quattro piani, svetta al di sopra delle vicine palazzine.
La facciata è asimmetrica, avendo l'asse centrale spostato verso sinistra: è qui che si trovano le aperture di maggiore pregio: al piano terra due portali centinati con mascherone, inseriti in una fascia a bugnato; ad essi corrispondono, ai piani nobili, due coppie di serliane, quella del secondo piano parzialmente murata; le altre aperture sono grandi monofore con cornici lapidee richiamanti i motivi delle serliane. Tutte le aperture dei piani nobili sono dotate di balaustre e mascheroni. Il quarto piano presenta una fascia di finestre rettangolari di dimensioni inferiori.
I livelli della facciata sono segnati da elaborate cornici marcapiano, mentre la sommità è percorsa da un cornicione dentellato.